# Fegyvernek
Fegyvernek je vas na Madžarskem, ki upravno spada pod podregijo Törökszentmiklósi Županije Jász-Nagykun-Szolnok.